# Rachicerus lanei
Rachicerus lanei är en tvåvingeart som beskrevs av Carrera 1940. Rachicerus lanei ingår i släktet Rachicerus och familjen vedflugor. Inga underarter finns listade i Catalogue of Life.